# Hideyuki Hirayama
Hideyuki Hirayama (Kitakyūshū, 18 settembre 1950) è un regista giapponese.

## Biografia
Premio come miglior regista nel 2003 per i film The Laughing Frog ed Out  al XXIV Yokohama Film Festival.

## Filmografia
- Maria no ibukuro (マリアの胃袋?) (1990)
- The Games Teachers Play (ザ・中学教師?) (1992)
- Human Scramble -RAIN- (人間交差点 雨) (1993)
- Playing with Good Children (?) (よい子と遊ぼう?) (1994)
- School for Ghosts (学校の怪談?) (1995)
- School for Ghosts 2 (学校の怪談2?) (1996)
- Begging for Love (愛を乞う人?) (1998)
- Haunted School 4 (学校の怪談4?) (1999)
- Turn (ターン?) (2001)
- The Laughing Frog (笑う蛙?) (2002)
- Out (2002)
- Samurai Resurrection (魔界転生?) (2003)
- Lady Joker (レディ・ジョーカー?) (2004)
- Talk, Talk, Talk (しゃべれども しゃべれども) (2007)
- Three for the Road (やじきた道中 てれすこ) (2007)
- Forget Me Not (信さん・炭坑町のセレナーデ) (2010)

- Sword of Desperation (必死剣鳥刺し) (2010)
- Oba: The Last Samurai (太平洋の奇跡 -フォックスと呼ばれた男-) (2011)
- Everest: Kamigami no Itadaki (エヴェレスト 神々の山嶺) (2016)